# 基里爾·斯特列穆索夫
基里爾·謝爾蓋耶維奇·斯特列穆索夫（1976年12月26日—2022年11月9日），烏克蘭激進親俄分離主義政治人物和博客主，其在2022年俄羅斯入侵烏克蘭期間與俄羅斯佔領者合作，2022年4月26日被俄羅斯當局任命為俄佔赫爾松「副州長」。2022年11月9日，综合俄方消息，斯特列莫索夫在一场车祸中身亡。

## 生平
斯特列穆索夫於1976年12月26日出生於頓涅茨克州霍利米夫斯基。他畢業於西烏克蘭國立大學經濟與管理學院。他持有一家魚飼料公司5年。斯特列穆索夫後來成為遺傳魚類檢查團的負責人。2007年，他在基輔漁業委員會擔任領導職務。不久，他辭職並前往赫爾松。斯特列穆索夫已婚，有5名子女。

## 政治活動
抵達赫爾松後，斯特列穆索夫成立一個非政府組織《塔夫里亞新聞》（Таврия-Ньюс），並前往美國旅行。從美國回來後，他涉足神秘主義，舉辦了「關於健康生活方式的神秘方法」研討會，並成為後蘇聯新興宗教運動「社會保障理念」（Концепция общественной безопасности）的追隨者。2013年，斯特列穆索夫是「俄羅斯慢跑」遊行的組織者之一，旨在向赫爾松展示「俄羅斯精神的力量」。2013年12月，他創立「全為總統」組織，該組織明確為時任烏克蘭總統維克托·亞努科維奇提供公眾支持。然後斯特列穆索夫聲稱他親自與亞努科維奇溝通，還稱讚他說，烏克蘭的國家地位之所以得以保存，是因為亞努科維奇。他還與維克多·梅德韋丘克的組織「烏克蘭的選擇」有聯繫。
2016年1月，斯特列穆索夫與他人共同創立非政府組織「烏克蘭環境自衛中心」。2017年2月，他在市議會打架時毆打一名警察。2017年2月7日，斯特列穆索夫伙同5人不受阻礙地進入赫爾松市長辦公室，強行將市長弗拉基米爾·米科拉連科（Володимир Миколаєнко）帶出市議會大樓，並將他撞倒在街上的人行道上。然後斯特列穆索夫在鏡頭表示他們想以這種方式「教導」市長並強迫他清理街道上的冰。
2018年4月6日，斯特列穆索夫及其同夥參與對烏克蘭安全局車隊的襲擊，試圖從烏克蘭安全局手中奪回在赫爾松受審的俄羅斯通敵者謝爾蓋·奧斯米寧（Сергій Осмінін）。2018年5月21日，斯特列穆索夫在海尼切斯克大喊並威脅付費海灘的守衛，其闖入守衛區，當守衛想要將他帶走時，他襲擊守衛，用非致命性手槍射擊守衛。2018年10月，斯特列穆索夫闖入市長辦公室從背後襲擊赫爾松第一副市長伊戈爾·科扎科夫（Игор Козаков）。2018年10月8日，斯特列穆索夫被任命為烏克蘭社會黨赫爾松支部的負責人。
2019年1月18日，斯特列穆索夫向赫爾松當地通訊社《新的一天》（Новий день）新聞中心開槍並散播催淚彈。其後他被指控犯下流氓罪並被拘留。因為此事，其在2019年1月被烏克蘭社會黨開除黨籍。在2019年烏克蘭議會選舉中，他作為第82選區的自我提名候選人，獲得1.74%的選票，成為烏克蘭議會選舉候選人。
在2019冠狀病毒病大流行期間，斯特列穆索夫開始宣傳反疫苗接種的信念和陰謀論。在他的影片中，他指責烏克蘭當局傳播2019冠狀病毒病，談到「美國在烏克蘭的生物實驗室」，並敦促居民不要戴口罩，不要遵守限制。
2020年6月18日，斯特列穆索夫因對其負面報導而妨礙和襲擊記者德米特羅·巴格年科（Дмитро Багненко），因此被刑事起訴。2020年8月，作為刑事訴訟的一部分，烏克蘭安全局對斯特列穆索夫的財產進行了搜查，以調查其是否與俄羅斯聯邦安全局有關。在2020年烏克蘭地方選舉中，他以自我提名候選人身份競選赫爾松市長一職，但未能成功。他於2021年成為親俄政黨「國家」的成員。

### 俄羅斯入侵烏克蘭
在2022年俄羅斯入侵烏克蘭和占領赫爾松州之後，斯特列穆索夫採取親俄立場。2022年3月16日，斯特列穆索夫和其他當地的親俄活動人士在赫爾松州大樓中舉行了合作主義和平與秩序救援委員會會議。 2022年3月17日，烏克蘭政府指控斯特列穆索夫因在這次會議中所扮演的角色而犯有叛國罪，並對他提起刑事訴訟。
2022年4月26日，斯特列穆索夫被任命為俄佔赫爾松副州長。2022年4月28日，斯特列穆索夫宣佈赫爾松州將從5月起轉換其貨幣為俄羅斯盧布，這表明有意從赫爾松州從烏克蘭領土分裂出去。此外，斯特列穆索夫援引未具名的報導稱，向歧視說俄語的人表示：「將赫爾松地區重新納入納粹烏克蘭是不可能的」。此外，斯特列穆索夫威脅將赫爾松「持不同政見者」送往俄羅斯監禁，他還在他的影片中承諾進行「人口普查」並懲罰「靠補助為生的人」。
2022年5月11日，斯特列穆索夫宣佈準備向俄羅斯總統弗拉基米爾·普京求助並要求赫爾松州加入俄羅斯聯邦，並指出不會創建「赫爾松人民共和國」或就此問題進行公投。就在斯特列穆索夫宣佈此消息後，懸賞斯特列穆索夫的傳單開始出現在赫爾松周圍，傳單示意以500,000烏克蘭格里夫納懸賞斯特列穆索夫的頭顱。
2022年5月30日，斯特列穆索夫談到從赫爾松向俄羅斯出口穀物時說：「儘管我們這裡有很多穀物，但我們仍然有空間儲存（新作物）。人們現正在取出部分，與從俄羅斯方面購買它的人達成協議。」斯特列穆索夫還從事向日葵種子的銷售。
2022年6月3日，斯特列穆索夫因提供支持和推行破壞烏克蘭領土完整、主權和獨立的政策而受到歐盟制裁。2022年6月14日，英國跟進制裁。2022年6月27日，加拿大跟進制裁。2022年8月，美國對斯特列穆索夫進行制裁。
媒體分析斯特列穆索夫於2022年8月29日，烏克蘭開始對赫爾松進行反攻期間所製作的一段影片，背景中顯示的地標計算出其身處地點為位於俄羅斯西南部550英里（890）沃羅涅日革命大道38號的萬豪酒店中。這被解釋為斯特列穆索夫已經逃離赫爾松。當斯特列穆索夫被問及他的身處位置時，斯特列穆索夫說他「在俄羅斯城市四處旅行，為工作會見不同的人」。
2022年11月9日，据《塔斯社》及俄罗斯当局任命的赫尔松州州长弗拉基米尔·萨尔多确认，斯特列穆索夫在一场车祸中伤亡。另外，据《法新社》報導，俄羅斯任命的克里米亞共和國首腦謝爾蓋·阿克肖諾夫在社群平台Telegram上，也證實了斯特列穆索夫死亡的消息，不過並沒有提到死因。
2022年11月11日，斯特列穆索夫於亞歷山大涅夫斯基大教堂舉行葬禮，並安葬於克里米亞辛菲羅波爾的阿卜杜勒公墓。俄佔赫爾松政府承諾在赫爾松市以斯特列穆索夫的名字命名一條街道，並豎立一座雕像以紀念他的一生，但赫爾松市在同日已被烏克蘭收復。

## 榮譽
2022年11月10日，俄羅斯總統弗拉基米爾·普京發佈總統令，追授斯特列穆索夫勇氣勳章。
- 勇氣勳章[36]